# Szappanos István (politikus)
Szappanos István (Kecskemét, 1818. július 25. – Kecskemét, 1917. december 24.) kecskeméti ügyvéd, politikus, lapkiadó, főszerkesztő.

## Élete
A jogi egyetemet Pesten végezte, vizsgát is ott tett az 1840-es években. Ezután otthon, Kecskeméten kezdett ügyvédi karrierbe, illetve kapcsolódott be a politikai életbe. Hosszú élete során volt Pest-Pilis-Solt vármegye táblabírája, majd Kecskemét városi tanácsnoka és a helyi evangélikus–református egyházmegye főgondnoka is. Ezek mellett leginkább gazdálkodással és újságírással foglalatoskodott még. Az 1860-as években Falusi Gazda néven szakközlönyt adott ki, valamint hosszú ideig volt egyik főszerkesztője Kecskeméten pártja Függetlenség című lapjának.
Politikával az 1840-es évek óta foglalkozott, amiben a függetlenségi irányzat híve volt, személyes barátság fűzte többek között Irányi Dánielhez, a függetlenségi mozgalom egyik vezéréhez és Károlyi Gáborhoz is. A két kecskeméti választókerület függetlenségi szervezeteinek tagja; a felső kerület elnöke és az alsó kerület tiszteletbeli örökös elnöke is volt. 1877-ben egyike volt a „ceglédi százaknak” (avagy „turini százak”), vagyis annak a száz emberből álló csoportnak, amely Ceglédről indulva vasúton elutazott Turinba, hogy személyesen is találkozhassanak Kossuth Lajossal.
Szappanos annak ellenére, hogy akkor már több mint hatvan éve politizált aktívan, csak az 1905-ös választásokon, azaz 1905 januárjában, 86 és fél évesen lett először országgyűlési képviselő. A parlamentben nála idősebb csak Madarász József (1814-1915) volt, aki ekkor már elmúlt 90 éves. Szappanos a lakhelyén, Kecskeméten indult, ott is a kettes számú (felső) körzetben. Az 1906-os választásokon ismételni tudott. Mivel Madarász 1906-ban nem vállalta a korelnöki tisztséget, így Szappanos mint a második legidősebb képviselő tett eleget a korelnöki kötelezettségnek, és nyitotta meg beszédével az 1906–1910-es parlamenti ciklust. 
1910 után nem vállalt több mandátumot. 1917-ben, 99 évesen hunyt el karácsony vigiliáján.